# پوشینه مفصلی
ساختار دولایه‌ای که مفصل زلاله‌ای (سینوویال) را دربر گرفته و از آن محافظت می‌کند پوشینهٔ مفصلی یا کپسول مفصلی (به انگلیسی: Articular capsule) نام دارد.
پوشینهٔ مفصلی جزئی از یک مفصل زلاله‌ای است که از دو لایه خارجی و داخلی تشکیل می‌گردد. به لایه خارجی کپسول مفصلی، کپسول لیفی یا لایه فیبروزوم می‌گویند. لایه داخلی کپسول مفصلی، لایه سینوویوم یا غشاء سینوویال نامیده می‌شود.

## کپسول لیفی
به کپسول لیفی، کپسول مفصلی لیفی نیز می‌گویند. این قسمت، لایه خارجی کپسول مفصلی است که از بافت فیبروز متراکم تشکیل شده‌است. کپسول مفصلی لیفی به انتهای استخوان‌های اطراف مفصل اتصال دارد (قسمت پریوست استخوان). درحقیقت کپسول لیفی، حفره مفصلی را احاطه می‌کند و توسط رباط‌ها و عناصر ماهیچه‌ای-تاندونی نزدیک به مفصل تقویت می‌گردد.
از ویژگی‌های مهم کپسول مفصلی لیفی، دارا بودن پایانه‌های عصبی فراوان است، ولی خونرسانی آن زیاد نیست. این بخش همانند رباط‌ها، یک عنصر حساس به درد محسوب می‌شود و همچنین نسبت به حرکات مفصلی، فشار و کشش واکنش نشان می‌دهد.

## غشاء زلاله‌ای
غشاء زلاله‌ای (به انگلیسی: Synovial membrane) غشایی است نازک که لایه داخلی پوشینه مفصلی را تشکیل می‌دهد. این قسمت برخلاف کپسول لیفی، ازنظر عروقی غنی بوده، ولی پایانه‌های عصبی چندانی ندارد و به درد حساس نیست. غشاء زلاله‌ای حاوی مایع زلاله‌ای است که توسط سلول‌های این غشاء ترشح می‌گردد. مایع سینوویال در تغذیه غضروف‌های مفصل و همچنین کاهش اصطکاک سطوح مفصلی نقش دارد.

## نگارخانه

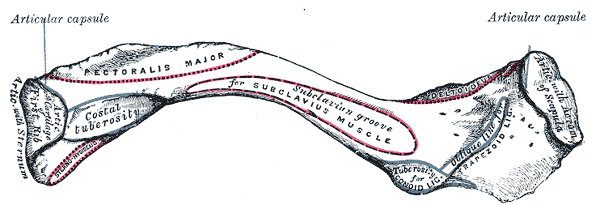
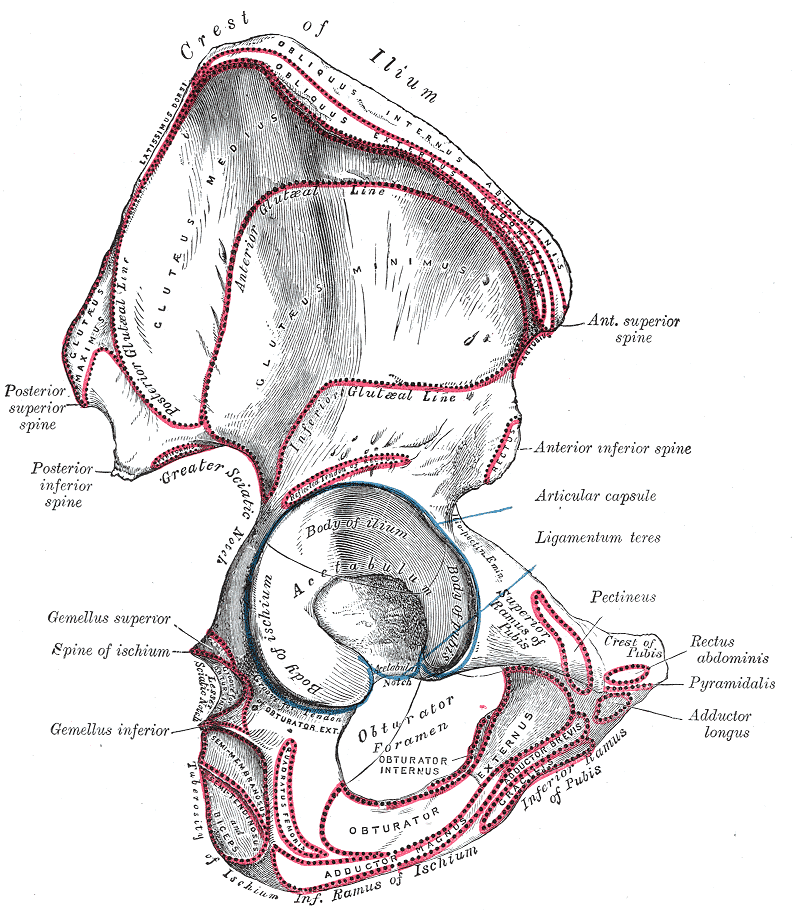